# روبرت ستيفن جون سباركس
روبرت ستيفن جون سباركس (بالإنجليزية: R. Stephen J. Sparks)‏ هو جيولوجي وأستاذ جامعي بريطاني، ولد في 15 مايو 1949 في Harpenden ‏ في المملكة المتحدة.